# Pyraclostrobin
Pyraclostrobin ist eine chemische Verbindung aus der Gruppe der Strobilurine, die in der Landwirtschaft eingesetzt wird.

## Gewinnung und Darstellung
Die chemische Herstellung von Pyraclostrobin erfolgt durch Reaktion von 4-Chlorphenylhydrazin mit Acrylsäureethylester und Sauerstoff zum Pyrazol, Alkylierung mit 2-Nitrobenzylchlorid, katalytische Hydrierung zum Hydroxylamin und anschließende Umsetzung mit Chlorameisensäuremethylester und Dimethylsulfat.

## Eigenschaften
Pyraclostrobin ist als Reinstoff ein geruchloser farbloser Feststoff. Das technische Produkt ist ein brennbarer gelber Feststoff mit schwach aromatischem Geruch, der praktisch unlöslich in Wasser ist. In wässriger Lösung im Dunkeln ist es bei einem pH-Wert von 4, 5 und 7 (25 °C und 50 °C) stabil. Bei einem pH-Wert von 9 wird bei normaler Umgebungstemperatur ein sehr langsamer Abbau beobachtet.

## Verwendung

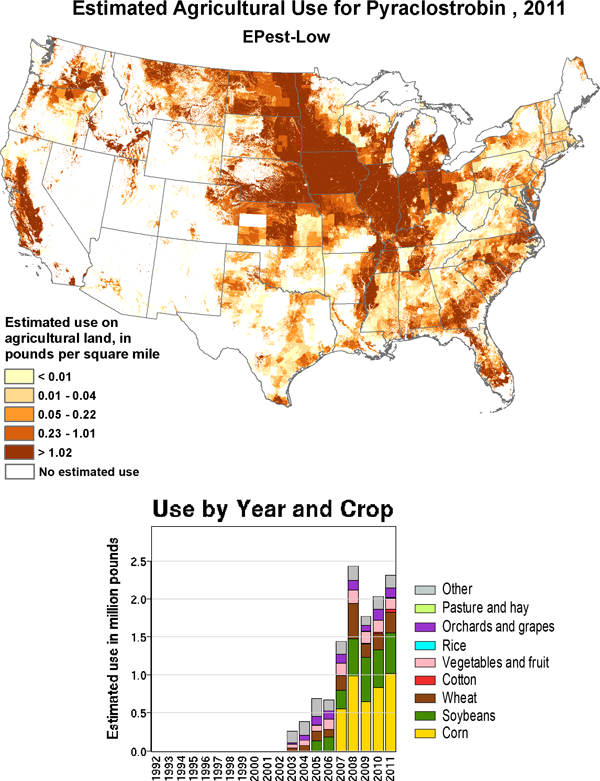
Geschätzte Ausbringungsmenge in den USA 2011

Pyraclostrobin wird als Wirkstoff in Pflanzenschutzmitteln verwendet. Es wird als Fungizid eingesetzt und wirkt durch Hemmung der mitochondrialen Atmung. Dies führt zu einer Verringerung der verfügbaren ATP-Menge in der Pilz-Zelle. Es wird seit 2002 von BASF vertrieben.

## Zulassung
Die Verwendung von Pyraclostrobin als Fungizid in Pflanzenschutzmitteln ist in der Europäischen Union seit 2004 gestattet, seit 2009 ist auch die Anwendung als Wachstumsregler zulässig.
In Deutschland, Österreich und der Schweiz sind Pflanzenschutzmittel mit diesem Wirkstoff zugelassen.